# Phrynichos (Sophist)
Phrynichos (griechisch Φρύνιχος Phrýnichos) war ein griechischer Sophist. Er lebte in der zweiten Hälfte des 2. Jahrhunderts. Nach den Angaben der Suda stammte er aus Bithynien. Photios berichtet, Phrynichos sei arabischer Herkunft gewesen; er habe in Kleinasien studiert und sei dann in Bithynien tätig gewesen.
Phrynichos verfasste eine mit großer Strenge hinsichtlich des Mustergültigen getroffenen Auswahl attischer Wörter und Wendungen. Erhalten sind außerdem Auszüge eines umfassenden Werkes in 37 Büchern, der Sophistischen Vorbereitungen, das in alphabetischer Ordnung dem Redner alles zum guten und reinen Ausdruck Nötige mit sorgfältiger Unterscheidung der verschiedenen Stilgattungen darbieten sollte. Die Sophistischen Vorbereitungen waren Commodus gewidmet, der damals Mitkaiser seines Vaters Mark Aurel war; sie wurden somit im Zeitraum 177–180 vollendet.

## Textausgaben
- Christian August Lobeck (Hrsg.): Phrynichi Eclogae nominum et verborum Atticorum. Weidmann, Leipzig 1820. Digitalisat
- William Gunion Rutherford (Hrsg.): The New Phrynichus, being a revised text of the Ecloga. Macmillan, London 1881. Digitalisat
- Johann von Borries (Hrsg.): Phrynichi sophistae Praeparatio sophistica. Teubner, Leipzig 1911. Digitalisat
- Eitel Fischer (Hrsg.): Die Ekloge des Phrynichos. De Gruyter, Berlin 1974, ISBN 3-11-003638-X (kritische Edition; zugleich Dissertation, Universität Tübingen 1970)